# Theridion longipalpum
Theridion longipalpum är en spindelart som beskrevs av Zhu 1998. Theridion longipalpum ingår i släktet Theridion och familjen klotspindlar. Inga underarter finns listade i Catalogue of Life.